# Cığatelli
Cığatelli è un comune dell'Azerbaigian situato nel distretto di Qəbələ. Conta una popolazione di 560 abitanti.